# Mycale spinosigma
Mycale spinosigma är en svampdjursart som först beskrevs av Boury-Esnault 1973.  Mycale spinosigma ingår i släktet Mycale och familjen Mycalidae. Inga underarter finns listade i Catalogue of Life.